# Luke Hemsworth
Luke Hemsworth (Melbourne, Austràlia, 5 de novembre del 1980) és un actor australià conegut pels papers de Nathan Tyson a la sèrie de televisió Veïns (Neighbours) i d'Ashley Stubbs a la sèrie de ciència-ficció Westworld de HBO.

## Biografia
Hemsworth va néixer a Melbourne i va ser el fill més gran de Leonie (cognom de soltera: van Os), professora d'anglès, i de Craig Hemsworth, assistent social. Els seus germans petits són els actors Chris i Liam Hemsworth. El seu avi matern va ser un immigrant neerlandès, i també té avantpassats anglesos, irlandesos, escocesos i alemanys. Ha estat casat amb Samantha Hemsworth des del 2007, amb qui ha tingut quatre fills: Ella, Holly, Harper Rose i Alexandre.

## Carrera
Hemsworth va formar-se com a actor al National Institute of Dramatic Art d'Austràlia. El 2001 va començar la seva carrera al fulletó australià Veïns (Neighbours) interpretant el paper de Nathan Tyson. Ha treballat principalment en sèries de televisió, com ara The Saddle Club, Blue Heelers, Last Man Standing, All Saints i Satisfaction. El 2012 va participar en la mini-sèrie de 6 capítols Bikie Wars: Brothers in Arms com a Gregory "Shadow" Campbell. Està previst que actuï a la pel·lícula de guerra australiana The 34th Battalion, que està en preparació, com a Robinson.
El 2018 va aparèixer en un anunci de Turisme d'Austràlia. Hemsworth també va participar en la pel·lícula Crypto (2019), que tracta sobre els negocis en criptomoneda de la màfia russa.

## Filmografia

### Cinema
| Any  |                                              | Paper                        | Notes            |
| ---- | -------------------------------------------- | ---------------------------- | ---------------- |
| 2014 | The Reckoning                                | Detectiu Jason Pearson       |                  |
| 2014 | The Anomaly                                  | Agent Richard Elkin          |                  |
| 2014 | Kill Me Three Times                          | Dylan Smith                  |                  |
| 2015 | Infini                                       | Charlie Kent                 |                  |
| 2016 | Science Fiction Volume One: The Osiris Child | Travek                       |                  |
| 2017 | Hickok                                       | Wild Bill Hickok             | Protagonista     |
| 2017 | Thor: Ragnarok                               | Thor (en una obra de teatre) |                  |
| 2017 | Encounter                                    | Will Fleming                 |                  |
| 2017 | River Runs Red                               | Von                          | Cameo            |
| 2018 | We Are Boats                                 | Lucas                        |                  |
| 2019 | Crypto                                       | Caleb                        |                  |
| 2020 | Death of Me                                  | Neil                         | En postproducció |
| TBA  | The 34th Battalion                           | Robinson                     | En postproducció |

### Televisió
| Any       | Títol                        | Paper                     | Notes                               |
| --------- | ---------------------------- | ------------------------- | ----------------------------------- |
| 2001–2002 | Veïns                        | Nathan Tyson              | 10 episodis                         |
| 2003      | The Saddle Club              | Simon                     | Episodi: "Foster Horse: Part 1"     |
| 2004      | Blue Heelers                 | Glen Peters               | 2 episodis                          |
| 2005      | Last Man Standing            | Shannon Gazal             | 3 episodis                          |
| 2005      | All Saints                   | Ben Simpson               | Episodi: "Out of Darkness"          |
| 2007      | Satisfaction                 | Paul the Butcher          | Episodi: "Lauren Rising"            |
| 2008      | Veïns                        | John Carter               | 3 episodis                          |
| 2008      | The Elephant Princess        | Uncle Harry               | Episodi: "The Big Gig"              |
| 2009      | Carla Cametti PD             | Electricista              | Episodi: "Love, Honour and Cherish" |
| 2009      | Tangle                       | John                      | 2 episodis                          |
| 2011      | The Bazura Project           | Dolent                    | Episodi: "Money"                    |
| 2012      | Bikie Wars: Brothers in Arms | Gregory "Shadow" Campbell | Mini-sèrie                          |
| 2012      | Winners & Losers             | Jackson Norton            | 2 episodis                          |
| 2016–ara  | Westworld                    | Ashley Stubbs             | Repartiment principal               |